# Żydzi w Opocznie
Historia i obecność Żydów w Opocznie, małym mieście w centralnej Polsce, mają długą i zróżnicowaną tradycję. Opoczno, mimo swojej niewielkiej wielkości, miało w swojej historii znaczącą społeczność żydowską, której losy były ściśle związane z wydarzeniami w Polsce i Europie Środkowo-Wschodniej.

## Początki obecności Żydów w Opocznie
Pierwsze wzmianki o Żydach w Opocznie pochodzą z XVI wieku. W wyniku procesów migracyjnych i osadnictwa Żydów na ziemiach polskich, społeczność żydowska zaczęła się stopniowo osiedlać w miastach centralnej Polski. Opoczno, będące wówczas małym miasteczkiem, stało się jednym z miejsc, gdzie Żydzi podejmowali działalność handlową, rzemieślniczą oraz religijną. Większość Żydów zamieszkiwała wyznaczoną dzielnicę, znaną jako „żydowska część miasta”.

## XVIII i XIX wiek: Rozwój społeczności żydowskiej
W XVIII wieku, pod wpływem zmian politycznych i społecznych, społeczność żydowska w Opocznie zaczęła się rozwijać. Zdecydowana większość Żydów była zaangażowana w handel; zajmowali się także rzemiosłem i produkcją tekstyliów. Opoczno, z uwagi na swoje położenie przy ważnych szlakach handlowych, stało się atrakcyjnym miejscem dla handlarzy i kupców żydowskich.
Na przełomie XVIII i XIX wieku Opoczno, będące częścią zaboru rosyjskiego, przeżywało okres reform, które miały na celu integrację Żydów z resztą społeczeństwa. Mimo to, Żydzi wciąż utrzymywali swoją odrębność kulturową i religijną, a ich życie skupiało się wokół synagogi, szkół talmudycznych i innych instytucji religijnych.

## XX wiek: Przedwojenny rozwój i zagłada
Do początku XX wieku liczba Żydów w Opocznie wzrosła, a społeczność żydowska stała się jednym z kluczowych elementów życia miasta. W 1910 roku Żydzi stanowili około 20% mieszkańców Opoczna. W tym czasie powstały liczne organizacje żydowskie, stowarzyszenia charytatywne oraz szkoły, w tym szkoła talmudyczna. Żydzi w Opocznie uczestniczyli także w życiu kulturalnym, tworząc własne teatry, orkiestry oraz działalność literacką i artystyczną.
Zanim wybuchła II wojna światowa, w Opocznie działała duża gmina żydowska. Była to społeczność aktywna gospodarczo, oparta głównie na handlu, rzemiośle oraz drobnym przemyśle. Żydzi w Opocznie żyli zgodnie z tradycjami, które miały swoje odbicie w zabytkowej synagodze oraz innych miejscach kultu.

## II wojna światowa: Zagłada Żydów w Opocznie
Po wybuchu II wojny światowej i agresji niemieckiej na Polskę, sytuacja Żydów w Opocznie, podobnie jak w całej Polsce, stała się tragiczna. W 1941 roku Niemcy utworzyli w Opocznie getto, do którego deportowali Żydów z innych miejscowości. Było to częścią szerszej polityki okupacyjnej, której celem była eksterminacja ludności żydowskiej.
W 1942 roku getto w Opocznie zostało zlikwidowane, a większość Żydów deportowano do obozów zagłady, głównie do Treblinki, gdzie zostali zamordowani. W wyniku Holokaustu społeczność żydowska w Opocznie została całkowicie zniszczona. Po wojnie nie udało się odbudować gminy żydowskiej, a miejscowa synagoga i inne obiekty żydowskie zostały zniszczone.

## Po wojnie: Brak społeczności żydowskiej
Po zakończeniu wojny i zagładzie Żydów w Polsce, społeczność żydowska w Opocznie przestała istnieć. Miasto, które w przeszłości było jednym z ważniejszych ośrodków życia żydowskiego, stało się miejscem, w którym nie zachowały się żadne większe ślady po tej społeczności. Współczesne Opoczno jest miastem, w którym żyją głównie Polacy, a obecność Żydów ogranicza się do pamięci historycznej i kilku miejsc, które przypominają o ich obecności.

## Dziedzictwo żydowskie w Opocznie
Chociaż społeczność żydowska w Opocznie została całkowicie zniszczona w wyniku Holokaustu, istnieją nadal ślady ich obecności w mieście. Zachowały się ruiny synagogi, która była jednym z najważniejszych miejsc kultu w Opocznie przed wojną. Na cmentarzu żydowskim znajdują się także groby żydowskich mieszkańców, które przetrwały do dzisiaj, choć są często w złym stanie.
Współczesne Opoczno stara się pamiętać o swojej przedwojennej historii, a temat Żydów w Opocznie jest obecny w publikacjach historycznych, wystawach i innych inicjatywach mających na celu zachowanie pamięci o tym, co wydarzyło się w tym mieście podczas II wojny światowej.

## Zakończenie
Historia Żydów w Opocznie to przykład losów jednej z wielu żydowskich społeczności, które przez wieki współistniały z polskim społeczeństwem, a które zostały zniszczone w wyniku Holokaustu. Obecnie temat ten jest ważnym elementem lokalnej historii, a pamięć o Żydach w Opocznie jest częścią ogólnonarodowego wysiłku na rzecz ochrony pamięci o ofiarach II wojny światowej.